# Michel Broyer
Pour les articles homonymes, voir Broyer.
Michel Broyer, né le 13 septembre 1946, est un scientifique français spécialisé en spectroscopie et en physique moléculaire. Il est lauréat en 2000 du prix Gentner-Kastler.

## Biographie
Il est diplôme de l’École normale supérieure de Paris, promotion de 1967. Il a réalisé sa thèse de 3e cycle puis sa thèse d'état au Laboratoire de spectroscopie hertzienne, aujourd'hui connu sous le nom de Laboratoire Kastler Brossel. Il a travaillé au contact de grands noms de la physique moderne, tel que Jean Brossel, Serge Haroche, Claude Cohen-Tannoudji. Ce dernier a été président du jury pour la thèse de 3e cycle de Michel Broyer et pour sa thèse d'État. Cette thèse s'intitulait Étude de l'état B de la molécule d'iode par excitation laser : propriétés magnétiques. Prédissociations gyroscopique et hyperfine et a été soutenue en juin 1977.
Il a ensuite obtenu un poste de professeur à l'Université Claude Bernard Lyon-I en 1980, où il restera jusqu'à son départ en retraite en 2012. Il travaille alors au laboratoire Laboratoire de spectrométrie ionique et moléculaire (LASIM), qu'il dirige de 1992 à 2002. Il a également été nommé membre senior de l'Institut universitaire de France en 2000, pour 5 ans, et reconduit en 2005.
Il a ensuite développé à Lyon la spectroscopie des agrégats et des nanoparticules.
A l'occasion de son départ à la retraite, la FRAMA (Fédération de recherche André-Marie Ampère) organise le « Symposium Lumière sur les atomes, molécules, agrégats et nanoparticules » en l'honneur de Michel Broyer. De nombreuses personnes (400) ont été présentes pour lui rendre hommage dont les célèbres Claude Cohen-Tannoudji, Serge Haroche, Alain Aspect, Ludger Wöste.
Il travaille encore aujourd'hui (2021) à l'Institut lumière matière (nouveau nom du LASIM) en tant que professeur émérite.

## Ouvrages
- "Les Agrégats Introduction au nanomonde" Patrice Mélinon et Michel Broyer, EDP Sciences/CNRS Éditions 2020[5]

## Distinctions
- Lauréat du prix Langevin de l'Académie des sciences en 1986
- Lauréat du prix Gentner-Kastler en 2000 ;
- Chevalier de l'Ordre national du Mérite[6] en 2001.
- Lauréat du prix Humboldt-Gay Lussac en 2004